# Athelia singularis
Athelia singularis ist eine Ständerpilzart aus der Familie der Gewebehautverwandten (Atheliaceae). Sie bildet resupinate, weiße und schimmelteppichartige Fruchtkörper auf Sibirischen Lärchen aus. Die bekannte Verbreitung der Art beschränkt sich auf das russische Krasnojarsk.

## Merkmale

### Makroskopische Merkmale
Athelia singularis bildet wie alle Arten aus der Gattung der Gewebehäute (Athelia) weißliche bis cremefarbene, dünne Fruchtkörper mit glattem Hymenium und unscheinbarem bis faserigem Ränder aus. Sie sind resupinat, das heißt direkt auf dem Substrat anliegend, und lassen sich leicht von diesem ablösen.

### Mikroskopische Merkmale
Athelia singularis besitzt eine für Gewebehäute typische monomitisch Hyphenstruktur, das heißt, sie besitzt lediglich generative Hyphen, die dem Wachstum des Fruchtkörpers dienen. Die Hyphen sind hyalin und dünnwandig. Sie besitzen fast immer Schnallen und sind 3–3,5 µm breit. Die Art verfügt nicht über Zystiden. Ihre Basidien sind hyalin, keulenförmig, 22–30 × 7,5–8,5 µm groß und wachsen büschelig. An der Basis weisen sie eine Schnalle auf, sie besitzen vier Sterigmata. Die Sporen des Pilzes sind länglich ellipsoid geformt, 8–14 × 5–6 µm groß, glatt und dünnwandig sowie hyalin. Sie besitzen einen deutlichen Fortsatz.

## Verbreitung
Die bekannte Verbreitung von Athelia singularis umfasst lediglich die Typlokalität nahe dem russischen Krasnojarsk.

## Ökologie
Athelia singularis ist ein Saprobiont, der die Sibirische Lärche (Salix sibirica) befällt.

## Systematik
Athelia singularis wurde 1967 von Erast Parmasto erstbeschrieben und steht Athelia fibulata nahe.